# Three Lakes, Wisconsin
Three Lakes là một thị trấn thuộc quận Oneida, tiểu bang Wisconsin, Hoa Kỳ. Năm 2010, dân số của thị trấn này là 2.104 người.